# رافق بن بشر بن جالود الحامي
رافق بن بشر بن جالود الحامي مواطن تونسي اُعتقل لأكثر من سبع سنوات دون تهمة أو محاكمة من قِبل الولايات المتحدة في معتقل غوانتانامو في كوبا. وكان رقم الاعتقال التسلسلي الخاص به 892. ولد في 14 مارس 1969 في تونس.
وهو تونسي ألماني، كان يعمل في قطاع المطاعم، تم القبض عليه من قبل السلطات الإيرانية وتم تسليمه إلى المخابرات الأمريكية بعد أن كان ينوي السفر إلى باكستان في عام 1999 للدراسة مع جماعة التبليغ الدعوية. وكان محتجزًا في موقع سري، قبل نقله إلى غوانتانامو.

## وصلات خارجية
- ثلاثة معتقلين سابقين في غوانتانامو سجناء في سلوفاكيا يشرعون في إضراب عن الطعام، أندي ورثينجتون، 27 يونيو 2010.